# Edward Tylor Miller

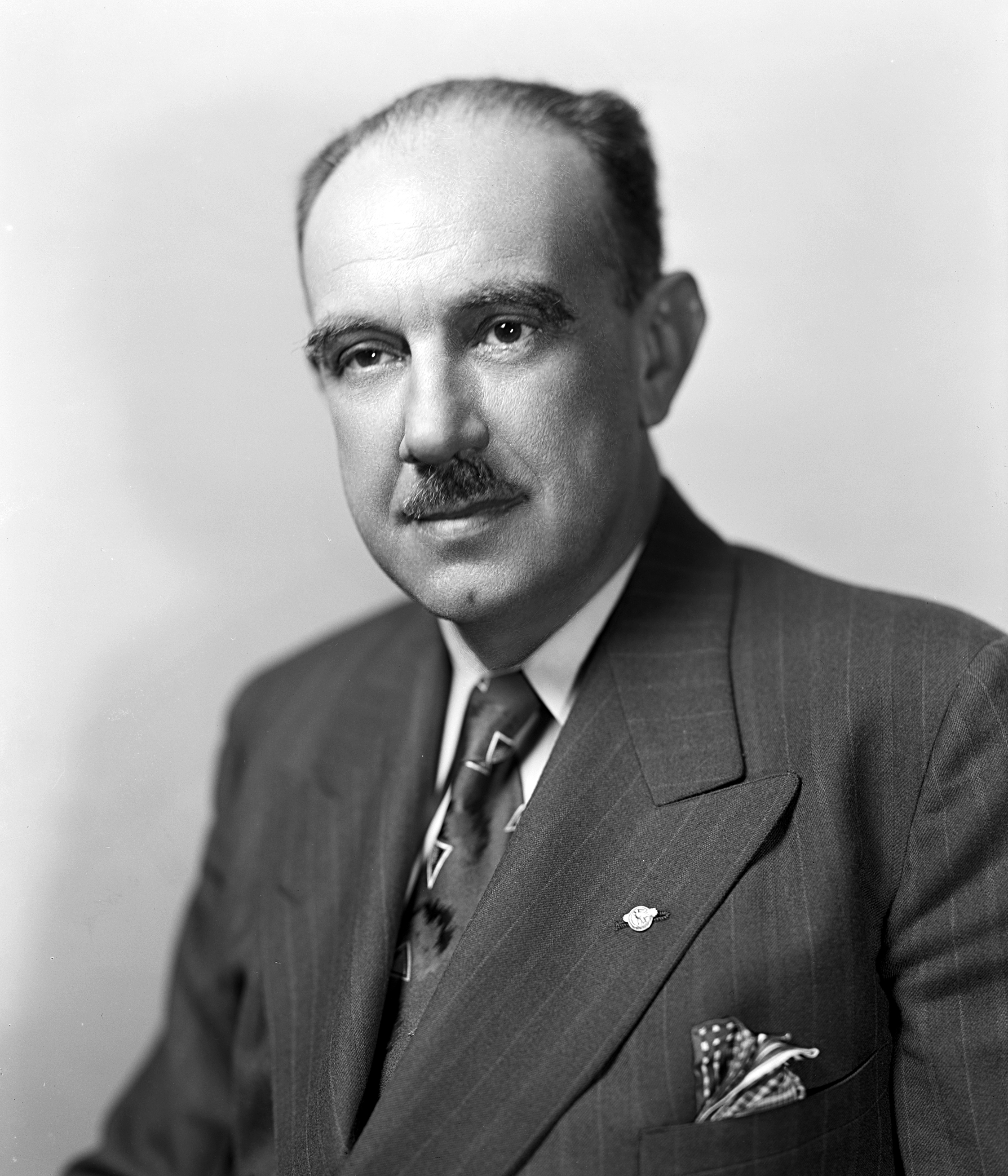
Edward Tylor Miller

Edward Tylor Miller (* 1. Februar 1895 in Woodside, Montgomery County, Maryland; † 20. Januar 1968 in Easton, Maryland) war ein US-amerikanischer Politiker. Zwischen 1947 und 1959 vertrat er den Bundesstaat Maryland im US-Repräsentantenhaus.

## Werdegang
Edward Miller besuchte die Sidwell Friends School in Washington, D.C. und studierte danach bis 1916 an der Yale University. Während des Ersten Weltkrieges war er in den Jahren 1917 bis 1919 Kompanieführer einer Infanterieeinheit. Nach einem anschließenden Jurastudium an der George Washington University und seiner 1920 erfolgten Zulassung als Rechtsanwalt begann er in Easton in diesem Beruf zu arbeiten. Zwischen 1923 und 1941 war Miller neben anderen Tätigkeiten auch als Konkursverwalter tätig. Von 1934 bis 1938 fungierte er unter anderem als Polizei- und Jugendrichter. Während des Zweiten Weltkrieges war er Oberst der US Army. Dabei war er bei der Infanterie in Nordafrika, Indien und China eingesetzt.
Politisch war Miller Mitglied der Republikanischen Partei. Bei den Kongresswahlen des Jahres 1946 wurde er im ersten Wahlbezirk von Maryland in das US-Repräsentantenhaus in Washington gewählt, wo er am 3. Januar 1947 die Nachfolge von Dudley Roe antrat. Nach fünf Wiederwahlen konnte er bis zum 3. Januar 1959 sechs Legislaturperioden im Kongress absolvieren. In seine Zeit im Kongress fielen das Ende des Zweiten Weltkrieges, der Beginn des Kalten Krieges, der Koreakrieg und innenpolitisch die Bürgerrechtsbewegung. 1958 unterlag Edward Miller dem Demokraten Thomas Francis Johnson. Zwei Jahre später bewarb er sich erfolglos um seine Rückkehr in den Kongress; 1962 scheiterte er mit einer Kandidatur zum US-Senat.
Im Jahr 1960 war er stellvertretender Leiter der amerikanischen Delegation auf einer internationalen Seerechtskonferenz in Genf. Danach praktizierte er wieder als Anwalt. Zwischen 1960 und 1964 gehörte Miller dem Republican National Committee an. Im Juli 1964 nahm er an der Republican National Convention in San Francisco teil; im Jahr 1967 wurde er zum Delegierten beim regionalen Parteitag der Republikaner in Maryland gewählt. Edward Miller starb am 20. Januar 1968 in Easton.